# 夾道笞刑

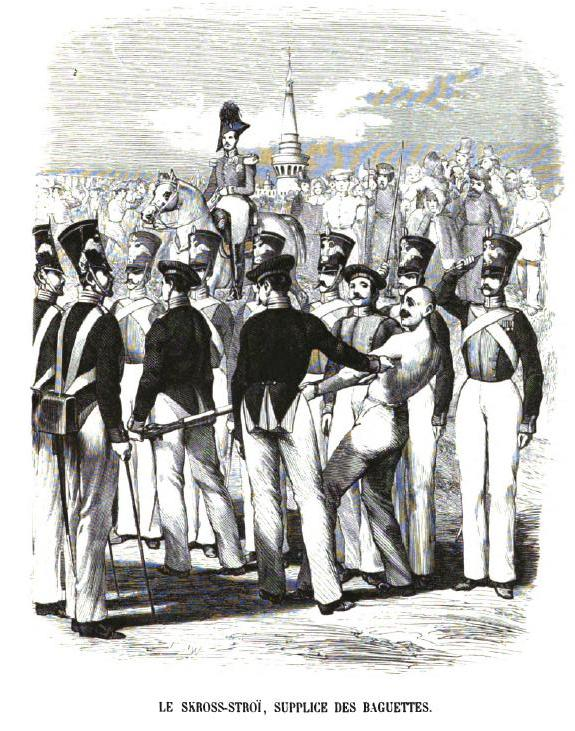
19世紀俄罗斯的夾道笞刑

夾道笞刑是一種体罚，被判有罪的一方被迫在两排士兵之间奔跑，士兵用棍棒或其他武器打击和攻击他们。
从隐喻的角度来说，夾道苔刑也可以用来表达一个人克服重重考验的意思。